# 시라에촌 (이시카와현)
시라에촌(白江村)은 이시카와현 노미군에 존재했던 촌이다.

## 역사
- 1907년 8월 5일 - 소노에촌, 오키스기촌, 지하리촌이 합병해 시라에촌이 성립하였다.
- 1940년 12월 1일 - 고마쓰정, 아타카정, 마키촌, 이타즈촌, 시라에촌, 노시로촌, 미유키촌, 아와즈촌이 합병해 고마쓰시가 성립하였다.

## 교통

### 철도
- 고마쓰 전기철도